# Synalpheus mulegensis
Synalpheus mulegensis is een garnalensoort uit de familie van de Alpheidae. De wetenschappelijke naam van de soort is voor het eerst geldig gepubliceerd in 1992 door Ríos.